# Alexander Wassiljewitsch Kwasnikow

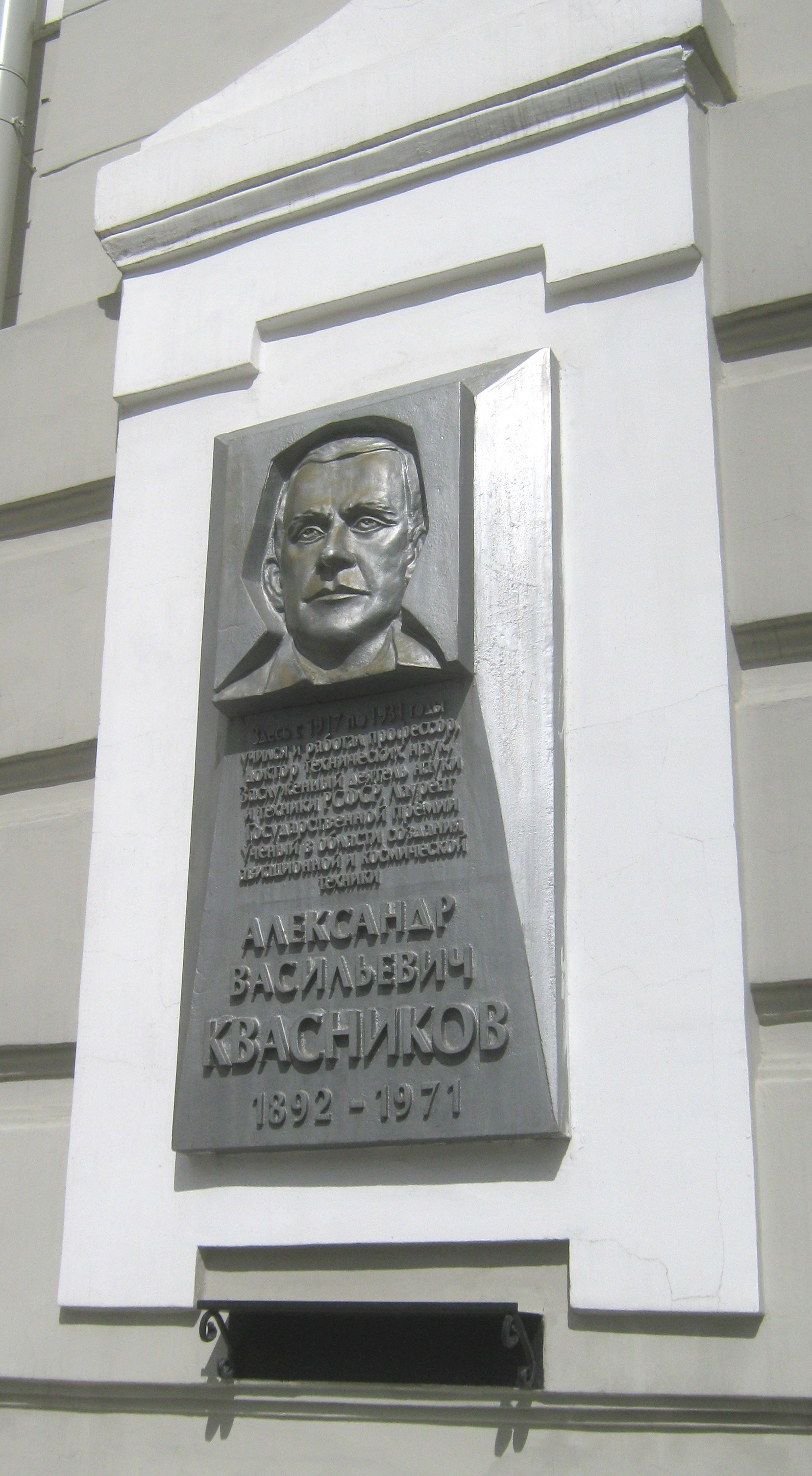
Alexander Wassiljewitsch Kwasnikows Gedenktafel, Prospekt Lenina 30a, Tomsk

Alexander Wassiljewitsch Kwasnikow (russisch Александр Васильевич Квасников; * 13. Maijul. / 25. Mai 1892greg. in Baku; † 25. September 1971 in Moskau) war ein russischer Physiker und Hochschullehrer.

## Leben
Nach dem Realschulbesuch fuhr Kwasnikow als Praktikant auf Wolgaschiffen. 1910 begann er das Studium an der Moskauer Technischen Hochschule in der Abteilung für Mechanik. Er nahm an Nikolai Jegorowitsch Schukowskis Studienkreis teil und beschäftigte sich mit dem Magnus-Effekt. Er berichtete darüber auf dem Allrussischen Aeronautenkongress in St. Petersburg und lernte dabei Konstantin Eduardowitsch Ziolkowski kennen. 1915 nach Beginn des Ersten Weltkriegs ging er als Freiwilliger zur Flugschule und dann an die Front. 1916 war er Militärpilot-Praporschtschik mit mehreren Orden. Erstmals schoss er auf einem Nieuport-Flugzeug einen deutschen Fesselballon mit Raketen ab.
1917 wurde Kwasnikow demobilisiert und ging nach Tomsk, wo er nach der Oktoberrevolution das Studium am Tomsker Technologie-Institut (TTI) 1918 abschloss. Ab 1922 lehrte er bei Innokenti Nikolajewitsch Butakow am Lehrstuhl für Wärmekraftmaschinen des TTI. Als Butakow 1927 nach Moskau ging, leitete Kwasnikow den Lehrstuhl mit Ernennung zum Professor. Er gründete ein Laboratorium für Leichtmotoren und entwickelte nach Aussagen seines Sohnes, der wie sein Vater Mitarbeiter des Moskauer Staatlichen Luftfahrtinstituts (MAI) wurde, mit seinen Studenten und Unterstützung des TTI-Rektors Nikolai Wladimirowitsch Gutowskoi in den Laboratoriumswerkstätten einen luftgekühlten Zweizylindermotor für den Einbau in ihr entwickeltes Flugzeug. Nach einer anderen Quelle wurde der Motor von der Gruppe G. W. Trapesnikows angefertigt. Am 17. August 1927 flog erfolgreich das erste Flugzeug mit russischem Motor.
1931 wurde Kwasnikow mit seinen Studenten nach Moskau versetzt, um im gerade gegründeten MAI die Arbeiten im Bereich Flugmotoren zu leiten. Dazu wirkte er bei dem Aufbau der Fakultät für Motoren auf dem neuen Gelände für das MAI beim seit 1917 zu Moskau gehörenden Dorf Wsechswjatskoje und der Künstlergenossenschaftssiedlung Sokol mit. Dann leitete er den Lehrstuhl für Flugmotoren, der in der Folge der Lehrstuhl für Theorie der Flugmotoren wurde. Schwerpunkte waren komplexe Antriebssysteme, Turbolader und Düsentriebwerke. 1951 meldete er zusammen mit Oleg Iwanowitsch Kudrin und Wladimir Nikolajewitsch Tschelomei die festgestellte starke Beschleunigung mit einem gepulsten Düsenstrahl als Erfindung an.
Ab 1953 konzentrierte sich Kwasnikow auf Raketentriebwerke. 1958 wurde er zum Doktor der technischen Wissenschaften promoviert. Ab 1960 führte er regelmäßig Seminare über elektrische Raketenantriebe für die Raumfahrt im Kurtschatow-Institut in der Abteilung für Plasmaforschung durch. 1962 wurde der Lehrstuhl Nr. 208 für elektrische Raketenantriebe des MAI unter der Leitung Kwasnikows gegründet. Im Rahmen des Mars-Programms wurden am 18. Dezember 1964 beim Flug der Sonde-2 zum Mars Gepulste Plasmatriebwerke weltweit erstmals erfolgreich getestet.
Kwasnikow wurde auf dem Wwedenskoje-Friedhof begraben.

## Ehrungen, Preise
- Leninorden (zum zweiten Mal 1945)
- Verdienter Wissenschaftler und Techniker der RSFSR (1945)
- Orden des Roten Banners der Arbeit
- Preis des Ministerrats der UdSSR (1962)
- Staatspreis der UdSSR (1968)